# Линк, Карл
Карл Пауль Герхард Линк (31 января 1901, Ла-Порт — 21 ноября 1978, Мадисон, США) — американский химик, член Национальной академии наук США (1946). Специалист в области химии углеводов и биохимии растений. Впервые выделил дикумарол из гниющего сена донника и показал его антикоагулянтную активность.

## Биография
Карл Пауль Герхард Линк родился в городе Ла-Порт, штат Индиана. Он был восьмым из десяти детей в семье служителя Миссурийского синода Лютеранской церкви Георга и Фредерики Линк. Несмотря на шаткое материальное положение, отец имел хорошую библиотеку, книги из которой позволялось читать детям. Кроме того, у Линков было фортепиано, которое было привезено из Германии родителями Фредерики Линк. В семье говорили, как на английском, так и на немецком языках. 

Когда Карлу было два года, у его отца развилось заболевание горла, что вынудило его покинуть духовенство. После тяжёлого периода смены различных мест работы Георг Линк в 1904 году был избран секретарём Верховного суда округа ЛаПорт, а позднее был принят в коллегию адвокатов Индианы. В 1913 году, когда Карлу было двенадцать лет, Георг Линк скончался от рака, оставив жену с десятью детьми. 

Карл учился в лютеранской приходской школе святого Иоана (1905—1914) и в старшей школе Ла-Порта, которую окончил в 1918 году. Он решил продолжить обучение в Висконсинском университете. Карл хотел поступить в медицинский институт, однако дешевле было изучать агрохимию в колледже сельского хозяйства. Начав учёбу в 1918 году, он получил степень бакалавра в 1922, магистра — 1923, защитил диссертацию в 1925 году. Линк выполнял свою диссертационную работу под руководством профессора Уильяма Эдварда Тоттингема, занимавшегося биохимией растений. Она была посвящена влиянию температуры на химический состав саженцев кукурузы, а также изучению влияния основных углеводов на болезни кукурузы. 

Благодаря своим успехам в обучении Карл Линк был выбран для прохождения постдокторантуры в зарубежных странах, что было редкостью в то время. Он начал свои исследования в Сент-Эндрюсе в Шотландии в 1925 году под руководством Джеймса Ирвина, известного благодаря своим работам в области химии углеводов. Однако, из-за конфликта Карлу пришлось покинуть лаборатории Ирвина менее чем через год после начала работы. Из Шотландии Линк в 1926 году переехал в Австрию, в город Грац, для работы с нобелевским лауреатом профессором Фрицем Преглем. Линк заинтересовался развитыми Перглем техниками микрохимического анализа и овладел ими. Вернувшись в Мадисон, Карл привёз собой часть оборудования для создания собственной микрохимической лаборатории, которую с гордостью показывал своим посетителям много лет. После чего Линк отправился в Цюрих в Швейцарии для работы в лаборатории органической химии будущего нобелевского лауреата профессора  Пауля Каррера. В это время произошло первое обострение туберкулёза, которым болел Линк. Ему пришлось отправиться в отпуск в Давос до окончания обострения. 

В 1927 году Линк вернулся в университет Висконсина, где ему предложили временную должность доцента агрохимии. В 1928 году он получил постоянную должность доцента. Осенью 1945 года у Линка случился рецидив туберкулёза. Восстановившись в санатории, он вновь энергично принялся за исследования. Однако после третьего рецидива (1958 — 59 гг) он не смог вернуться к активной исследовательской работе. Он вышел на пенсию в 1971 году и получил звание почётного профессора. Карл Пауль Линк скончался дома 21 ноября 1978 года от сердечной недостаточности.

## Научные исследования

### Исследования в области химии углеводов
Первые работы Линка после создания собственной лаборатории были посвящены химии углеводов. Вместе со своими учениками он выделял и синтезировал различные производные углеводов, активно используя привезённое из Австрии микрохимическое оборудование. Вскоре он заработал прочную репутацию в этой области. 

В 1929 году Линк вместе с H. R. Angell и J. C. Walker обнаружили, что коричневый лук содержит протокатехиновую кислоту, придающую ему устойчивость к грибку Colletotrichium circinan, вызывающему тёмные пятна на луке. Белый лук не содержит протокатехиновую кислоту и чувствителен к грибку. Как позднее писал Линк с соавторами в одной из своих работ: «Похоже, что мы впервые установили конкретное химическое различие между устойчивым хозяином (пигментированный лук) и неустойчивым хозяином (белый лук)». Протокатехиновая кислота стала хрестоматийным примером соединения, способного придать растению устойчивость к болезням. 

Линк был одним из выдающихся исследователей углеводов своего времени, однако мировую известность он получил благодаря своей работе с антикоагулянтами крови.

### Исследование антикоагулянтов крови

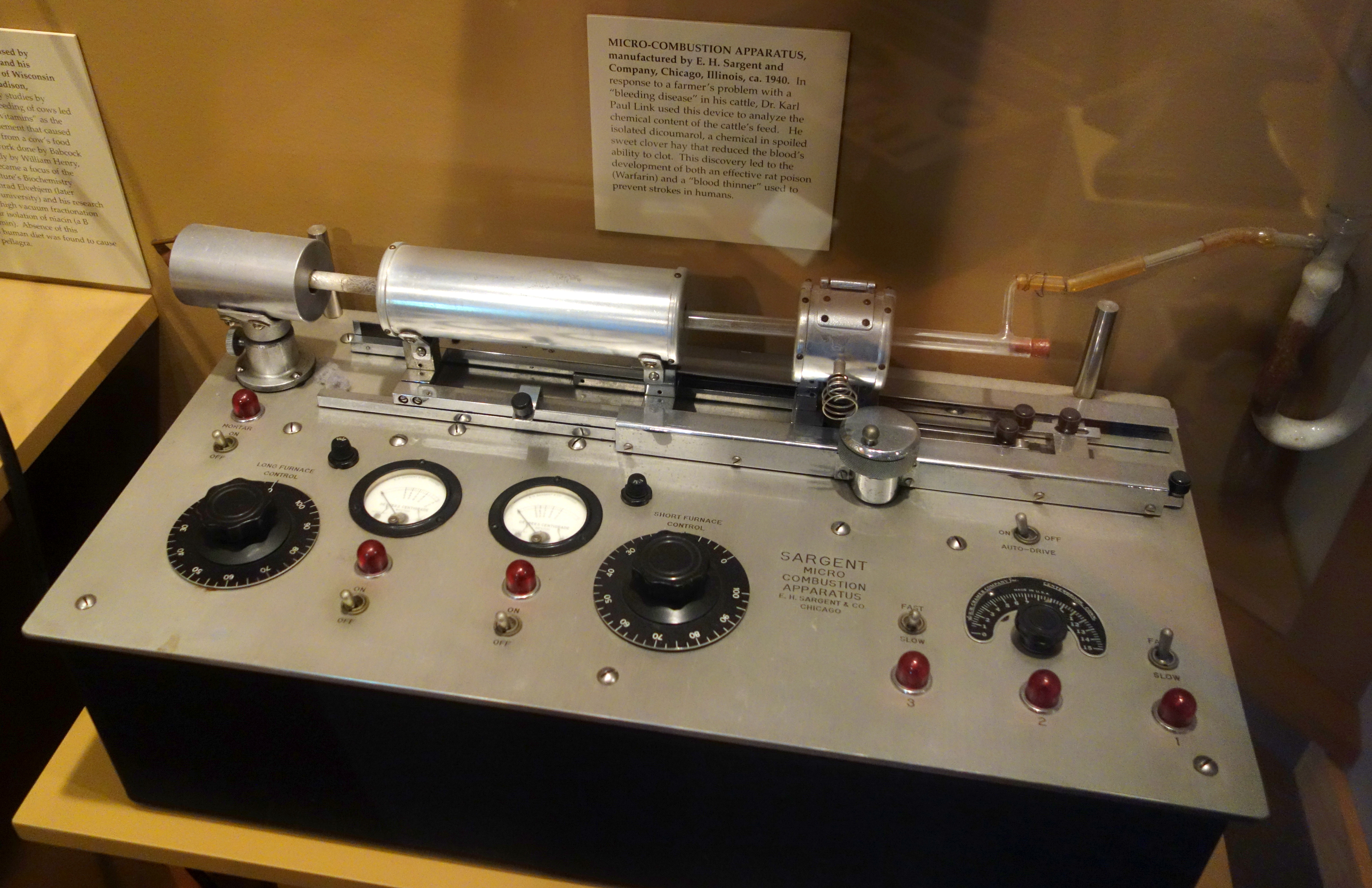
Аппарат для (E. H. Sargent & Co., Чикаго, 1940), используемый Карлом Линком для установления состава дикумарола -

В феврале 1933 года на пороге лаборатории Линка появился фермер Эд Карлсон из окрестностей Дир-Парка, штат Висконсин. На его ферме свирепствовала геморрагическая болезнь крупного рогатого скота, вызванная испорченным сеном донника. Несмотря на то, что симптомы животных соответствовали классической картине «отравления донником», фермер не согласился с заключением ветеринара так как использовал это сено многие годы. Чтобы выяснить чем болеют коровы он привёз в лабораторию Линка бидон, наполненный кровью больных коров, а также около 100 фунтов испорченного донника. Линк сообщил фермеру, что ничем не может ему помочь и посоветовал ему перестать использовать это сено для корма скота и сделать переливание крови больным животным, если он хочет их спасти. Он пообещал, что попробует изучить образец сена и, возможно дать полезные рекомендации. 

Вскоре Линк и его ученики Уиллард Л. Робертс и Гарольд А. Кэмпбелл развернули свои исследования по выделению и характеристике геморрагического агента из испорченного донника. Группа разрабатывала методику экстракции и очистки антикоагулянта из сена, а также методику проведения биотестов на кроликах с 1934 по 1939 год. В результате этой работы было выделено около 6 мг кристаллического вещества и изученные его антикоагулянтные свойства. Затем в течение 4 месяцев методика была масштабирована, что позволило получить 1.8 г вещества. Этого количества было достаточно чтобы установить структуру антикоагулянта. Им оказался 3,3'-метиленбис-(4-гидроксикумарин), который был позже назван дикумаролом. В лаборатории удалось наладить синтез этого вещества и его аналогов, обладающих более ярко выраженными антикоагулянтными свойствами. Некоторые из них обладали потенциалом для использования в медицине. Кроме того, было показано, что витамин K противодействует антикоагуляционной активности дикумарола. 

Научной группой Карла Линка (совместно с персоналом больницы Wisconsin General Hospital и клиники Майо) были проведены исследования, показывающие потенциал дикумарола для контроля свёртывания крови людей. Это открытие приобрело широкую известность, когда президент Эйзенхауэр лечился дикумаролом после сердечного приступа. 

Одно из производных дикумарола оказалось во много раз эффективнее дикумарола в тестах на животных, но в то же время обладало высокой токсичностью. С помощью Фонда исследований выпускников Висконсина (WARF) это соединение было запатентовано в феврале 1945 года и получило название варфарин. Оно нашло широкое применение в терапии и в качестве родентицида.

## Общественная и политическая деятельность
Карл Линк выступал спонсором некоторых левых политических групп (Дискуссионная группа Джона Куксона и Карла Маркса, Лейбористская молодёжная лига и Народное искусство), что сопровождалось широким освещением в прессе. Линк принимал участие в решении любых вопросов между студентами и персоналом или администрацией, часто поддерживая позицию студентов. Он учредил фонд правовой защиты для студентов, имеющих проблемы в университете или с законом из-за своих непопулярных взглядов. В 1960-х и 1970-х годах, Линк поддерживал студенческие волнения.

## Почести и награды
- 1946 — член Национальной академии наук США
- 1952 — премия Кэмерона Эдинбургского университета[англ.]
- 1955 — премия Альберта Ласкера за фундаментальные медицинские исследования
- 1959 — медаль Джона Скотта города Филадельфия
- 1960 — премия Ласкера — Дебейки за клинические медицинские исследования
- 1967 — медаль Джесси Стивенсон-Коваленко Национальной академии наук США

## Память
В Университете Висконсина была учреждена стипендия Карла Пауля Линка, доступная для любого студента, «чья область обучения связана с применением научных исследований в развитии и поощрении мирного и справедливого международного порядка».

## Семья
20 сентября 1930 года Карл Линк женился на Элизабет Фельдман. Элизабет была студенткой, изучавшей в университете философию и немецкий язык. Супруги приобрели большой участок земли в западном пригороде Мадисона и начали строительство дома, которое было завершено в 1933 году. У Линков было трое сыновей: Джон Кайлин (20 июня 1938); Томас Пауль (20 января 1941 года) и Пауль Конрад Карл (20 июня 1953 года).